# 林佳龍
林佳龍（1964年2月13日—），中華民國政治人物、學者，民主進步黨籍正國會系，現任外交部部長、臺灣民主基金會副董事長、國際合作發展基金會董事長。曾任總統府秘書長、副秘書長、外交部無任所大使、交通部部長、臺中市市長、行政院新聞局局長、民主進步黨秘書長、立法委員、台灣智庫董事長、任務型國民大會代表、國家安全會議諮詢委員、國立中正大學政治學系助理教授等職務。

## 早年
林佳龍出生於臺北市萬華區，父親是位裁縫師，原籍雲林縣麥寮鄉新吉村，離鄉背井到艋舺工作，母親是彰化縣鹿港鎮人。1982年，林佳龍於臺北市立建國高級中學畢業後，參加大學聯考錄取國立臺灣大學政治學系，1986年获得政治学学士，1988年获得同系研究所碩士學位。
受教於自由主義的學者胡佛，在臺大就學期間一直是學生運動的活躍份子，既為台大覺民學會（中國國民黨校內社團）會員，亦曾擔任過臺大「大陸問題研究社」社長，並帶領「大陸社」由國民黨外圍社團發展為異議性社團、臺大學生代表聯合會學生代表等重要社團職務，並且共同組織「自由之愛」校園言論自由活動。1987年「自由之愛」向時任臺大校長孫震提出大學改革，要求「黨政軍退出校園」遭孫震拒絕，林佳龍等人為此向立法院請願，父親因此收到孫震的具名公函警告。1988年臺大學生會長普選案通過後，林佳龍也參與輔選羅文嘉競選第一屆學生會長的工作，後來羅文嘉順利當選學生會長。
1990年起就讀國立臺灣大學政治系研究所博士班。1991年獲得傅爾布萊特計畫獎學金，前往耶魯大學攻讀政治学，师从胡安·林茲，1992年取得取得哲學硕士、1993年取得文学硕士。1995年，接受美國福特基金會的邀請，陸續前往北京、天津、上海、南京、武漢等中國大陸城市，進行「村自治與基層選舉」調查。1998年，以論文《Paths to Democracy: Taiwan in Comparative Perspective》取得耶鲁大学政治學哲学博士。
随后，前往日本東京聯合國大學高等研究所擔任研究員一年，研究亞太安全與中國大陸發展，期間曾經和中國國務院的人合作研究案，跟王丹、王軍濤、胡平、嚴家祺、陳一諮、鄭永年、吳國光、邱澤奇等海外的中國大陸人士交往。1999年回國，任教於國立中正大學政治系。

## 早年從政生涯

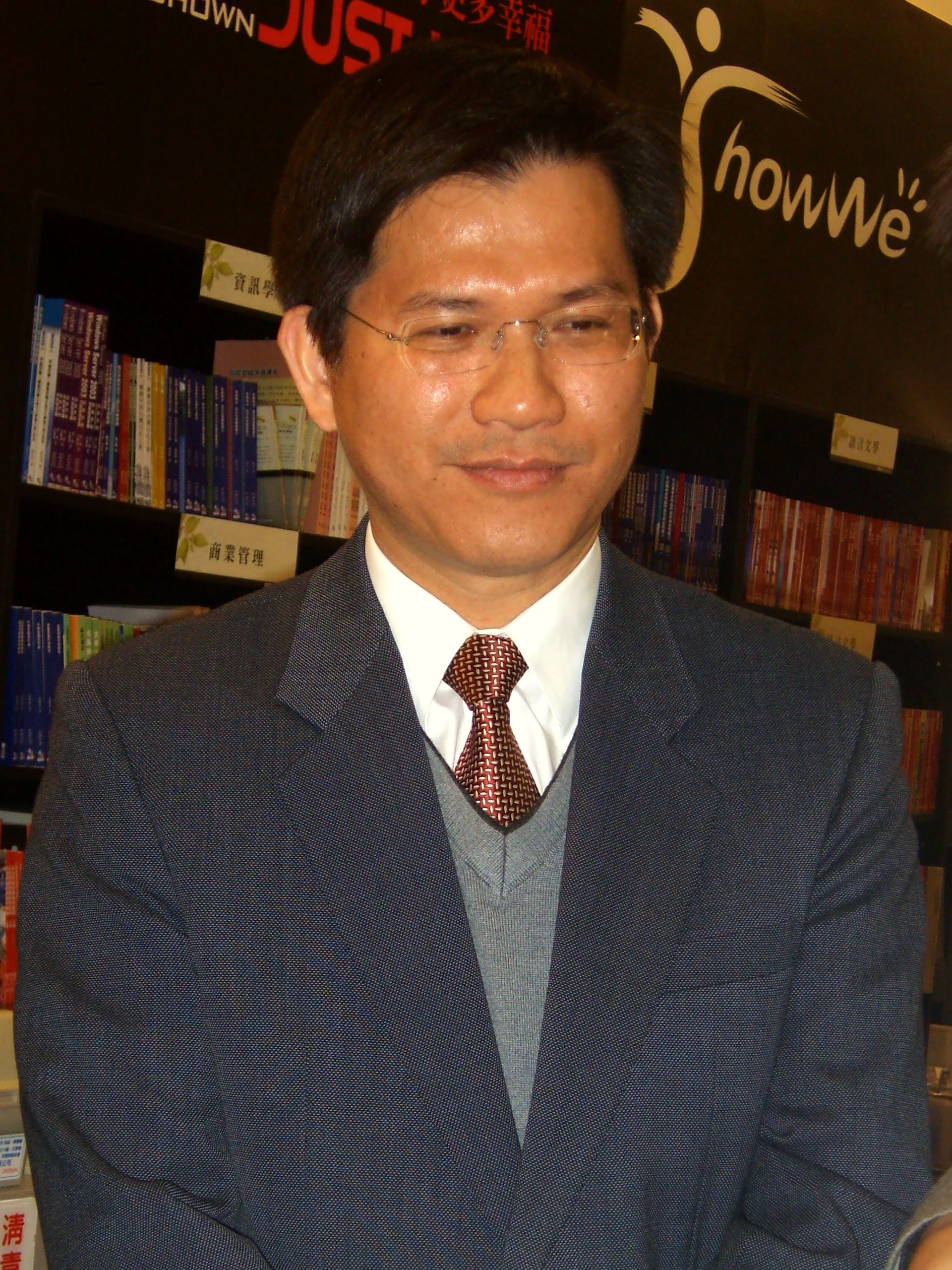
林佳龍出席2008年台北國際書展

2000年林佳龍受邀出任國家安全會議諮詢委員，重點工作除了協助民進黨政府組織兩岸跨黨派小組的籌組工作，另一個就是美、日、台三邊對話平台。同時間林佳龍與其他人共同創辦台灣智庫，積極協助民進黨接執政之後對政府機構進行再造工程。2003年出任行政院發言人。2004年出任行政院新聞局局長，任内推動「電視台公共化」，最後成功讓華視納入公共電視的一環。推動並落實「有線電視定頻」和網路分級制。催生原住民電視台與客家電視台。新聞局長任內推動「出版品及錄影節目帶分級辦法」，被抨擊限制作家創作、並引發出版業者不滿。他亦在2005年國民大會代表選舉中當選任務型國大代表。

### 2005年台中市長選舉
林佳龍被民主進步黨徵召投入2005年縣市長選舉，參選臺中市市長。臺中市是民進黨的艱困選區，在沒有人看好下敗給胡志強。
2006年出任民主進步黨中央黨部秘書長，2007年10月15日由卓榮泰接任。

#### 餐會風波
2005年11月21日，林佳龍表示，國民黨林柏榕的親家賴大吉舉辦過一次生日餐會，他應邀參加，據聞有人要以此作文章，影射成林佳龍的賄選餐會；還有一名女子假藉林佳龍母親的名義，以成立林佳龍後援會為由，發放新台幣兩千元給一個願意加入後援會的書法班成員，並且將蒐集到的兩起案件送檢調偵辦。
2005年11月22日，遭檢調指控林佳龍的輔選幹部，透過對手胡志強競選總部榮譽主任委員、前任台中市市長林柏榕親家賴大吉，以生日名義在北屯區宴請選民涉嫌期約賄選，並在傳訊之後將林佳龍的多位幹部以三十萬元交保。對此民進黨認為又是「游盈隆事件」的翻版，意思在落選之後才能得以判決無罪、還給清白，林佳龍則表示「賴大吉的生日宴會他只是受邀的賓客之一，且藍營的政治人物也有人參加，他不可能藉此賄選」。
2006年7月21日，臺灣臺中地方法院初審判決出爐，案號095年選訴字000015號判決書指出，北屯區同榮里之守望相助隊每年都會辦兩、三次聚餐，一次自強活動，在94年10月23日係本來就預定要辦聚餐的，與林佳龍選舉沒有關係，且被告同榮里里長是國民黨黃復興黨部黨員，根本不可能支持民進黨之候選人，餐會當時雖然林佳龍有到場拜票，但那是候選人自己到場，其只是基於禮貌應酬講些場面話。最後法官審理依行賄罪將賴大吉判刑十個月、褫奪公權四年，不可緩刑；賴奇宏等三人，各判處七個月徒刑、褫奪公權三年，可緩刑，四人如果不服可以提起上訴。至於同案另兩名被告之林佳龍競選總部幹部與一名里長，法官認定罪證不足而判決無罪。
2007年4月10日，臺灣高等法院臺中分院審理終結，檢方針對初審無罪之林佳龍競選總部幹部等三人提起上訴，案號095年選上訴字002575號判決書同一審，內文指出「被告僅因不想得罪人，而同意也讓林佳龍到場致詞拜票」，雖然林佳龍本人並無遭到起訴，敗選一年後獲得清白。對於此三名被告判決書寫道：「監聽譯文大多為簡短句子，沒頭沒尾，沒有明確表達具體事件，檢察官上訴仍執詞指摘原判決此部分不當云云，非可採取，此部分上訴為無理由，應予駁回。」，因而判決無罪定讞。
整起案件最終被判刑定讞的共有四人，前任台中市市長中國國民黨林柏榕的親家賴大吉有期徒刑六個月、可易科罰金、褫奪公權三年。曾任北屯區陳平里及大德里的里長林坪、民進黨中市黨部主委賴奇宏、林佳龍競選總部委員吳連琪，各有期徒刑七個月、可緩刑、褫奪公權三年。

## 立法委員

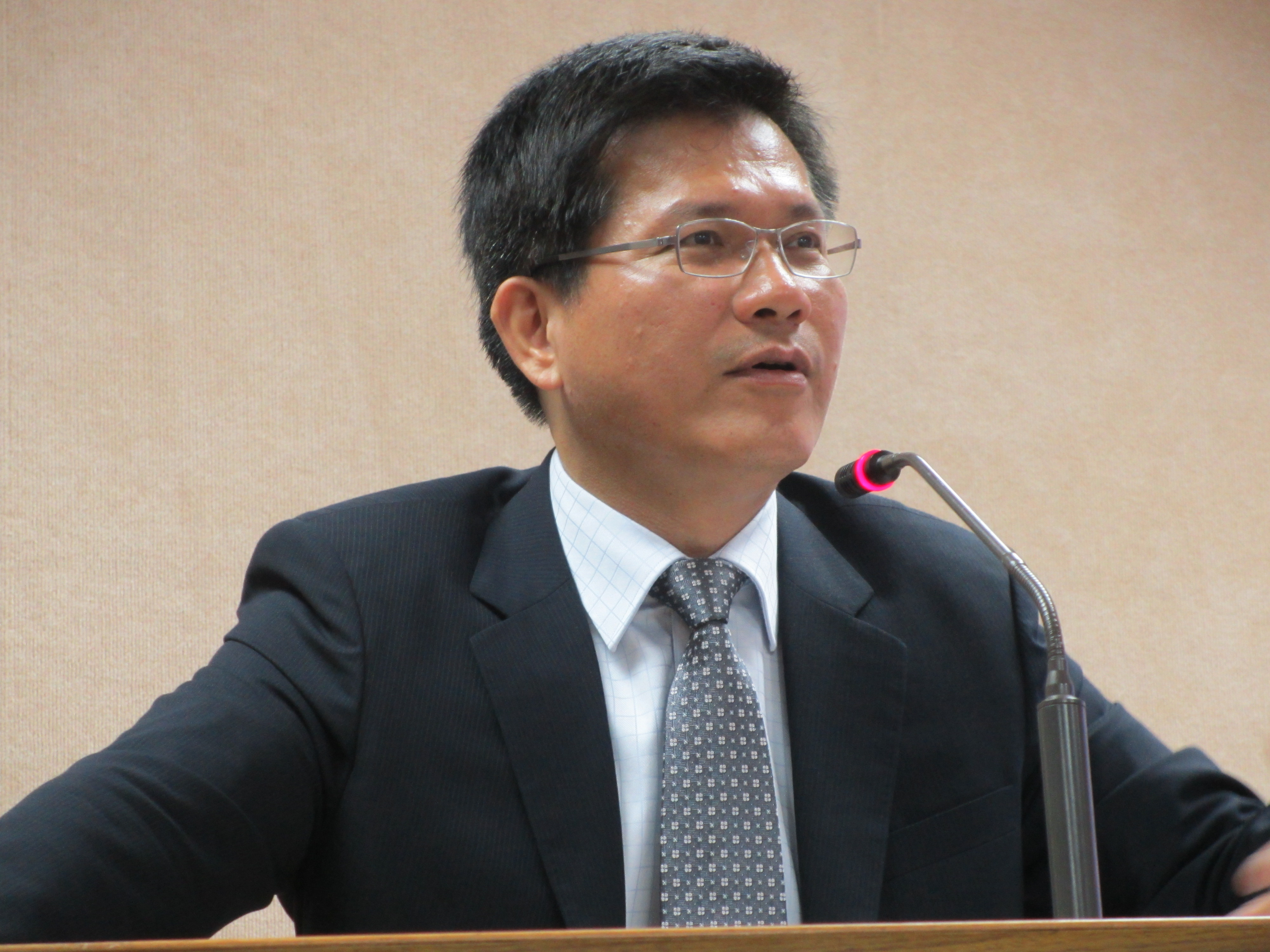
立法委員任內（攝於2013年）

2010年大台中合併升格為直轄市，為配合五都選舉使原本舊制市長任期延展一年。2010年直轄市市長選舉時，原本林佳龍認為經過3年耕耘後可望獲黨徵召再度參選，挑戰尋求第三度連任市長的胡志強，也是大台中市第一屆的直轄市市長選舉。最後民進黨中央評估仍認為林佳龍沒有勝算，故禮讓給時任民進黨秘書長蘇嘉全。林佳龍在接受遠見雜誌專訪時透露，2010年台中市長選舉讓他面臨政治生涯中最大的抉擇：「該不該退讓？」，甚至在選戰最後一個月跟太太說：「如果蘇嘉全當選，他一輩子不會再參選了。」最終選舉結果揭曉，蘇嘉全小輸胡志強3萬票。林佳龍在2012年參選第八屆台中市第六選區（東、南、中、西區）立委，以11,748票的差距擊敗時任立委黃義交。
2012年1月14日當選第八屆立法委員，任内提案將正在興建中的台中歌劇院由地方級的藝術表演中心升格為國家級表演藝術中心，該案在2014年1月獲立法院通過。提出打造「大台中山手線」提案，獲立院院會通過請行政院研議辦理；同時向交通部爭取海線高架延伸至成功站與追分，及爭取國道１號銜接台74線。促成台中的中興大學、國立台中高農、國立大里高中三校合併。協助將口腔健康單位列為衛福部組織法一級單位—心理與口腔健康司。促成水利署同意核撥台中筏子溪整治經費5,700萬，進行中科路橋上游段到大雅農路橋整治工程。爭取商發院設立台中分院，協助中小企業，並獲商發院承諾先設育成中心。

## 臺中市市長

### 2014年台中市長選舉
2013年4月，已「深耕台中」10年的林佳龍表態參選2014年台中市長選舉，以「全力以赴、當仁不讓」立場，希望透過黨內提名機制爭取市長提名。2014年2月，民主進步黨正式提名林佳龍為2014年台中市長候選人，與胡志強再次對壘。林佳龍隨後在其競選期間宣布辭去立法委員職務。11月29日，以21萬票的懸殊票差勝選。

#### 選舉公報事件
2014年9月26日，台中市選舉委員會召開第27次監察小組會議，會中針對林佳龍政見引述「台中升格已經4年，現任市長施政滿意度年年墊底」，此部分內容是否違反《選舉罷免法》討論並表決，35位委員出席，25人贊成准予刊登，5人沒意見，僅5人不贊成。9月30日，台中市選舉委員會召開會議時，主委對此提出臨時動議後強行翻案。
2014年10月9日，林佳龍競選總部接到選委會來函要求3日內修改內容，拒絕後選委會「直接刪除部分政見」文字。總部發言人張廖萬堅表示「反對利用行政優勢打壓」，並強調《選罷法》第55條規定「這不僅箝制言論自由，更創下民主惡例。」

#### 遭批未在台中置產
代表民主進步黨競選2014年台中市市長選舉時，中國國民黨胡志強陣營猛烈批評林佳龍未在台中置產，甚至將林佳龍已故父親佔地0.1平方公尺的骨灰塔位，當成擁有「新北市豪宅」在攻擊，普遍被外界認為「不厚道」，且胡志強剛好就住在任內規劃及完成的「七期豪宅區」，此議題一出最後成了反效果。

#### 吳世瑋事件
吳世瑋在擔任台中市胡志強政府建設局長時，於選舉前分享文章攻擊林佳龍為「現代版的陳世美」。台中地院法官審酌吳世瑋為圖使林佳龍不當選，於選前8日的關鍵時刻，傳播不實文章，藉此形塑林佳龍負面形象，不僅損害林佳龍的名譽，損害選民投票正確性，敗壞選舉風氣，依違反選罷法將吳世瑋判刑4月，禠奪公權1年。

### 任內

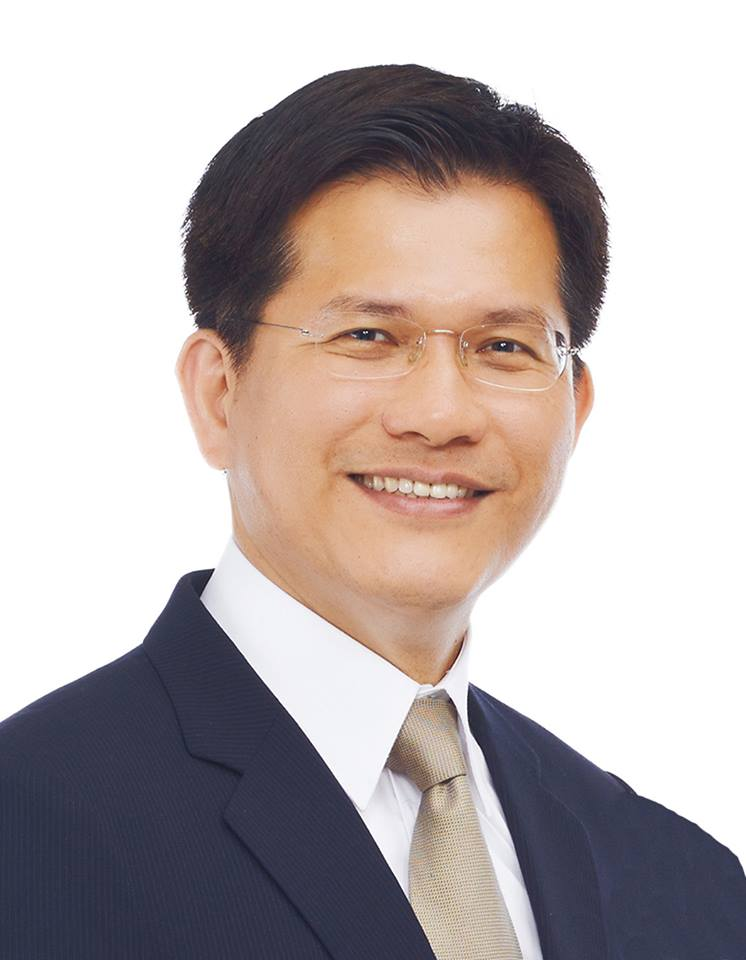
林佳龍市長官方照

2015年內政部人口遷移資料顯示，台中市淨移入14,367人口較往年倍增，在六都中更是奪下移居城市第二名。2015年台中市在衛生福利部全國各縣市社會福利績效考核第一名，是全台唯一10項都特優的縣市，首度擠下資源豐富、蟬聯多屆冠軍的台北市。在此之前於天下雜誌辦理的「幸福城市」調查中，台中市在「社福力」項目上亦受評比為全國第一。
2016年林佳龍於12月22日就職兩週年餐會上宣布，台中捷運藍線獲得交通部審核通過，全線21.3公里，從最西邊的沙鹿火車站經過台中火車站往終點干城轉運中心，預計2028年完工，捷運藍線共15座車站。總經費1124.41億元，市府負擔833.98億，其餘為中央負擔。未來捷運藍線可服務人口57.6萬人，每日運量23.06萬人，尖峰運量每小時可達3.91萬人，預估屆時可改善台灣大道交通，串聯市中心及雙港副都心。
2016年台灣環保聯盟等非政府組織(NGO)環保團體發布評比成績，台中市在取締汙染公害、綠色大眾運輸交通、發展環境友善產品、資訊透明公民參與及社區治理營造等五項評比中均獲得A級，其中減少台中火力發電廠排放量、發展低碳城市自治條例等政策，制定過程廣邀公民參與獲肯定。

### BRT事件
BRT公車自2015年7月8日起改制為「優化公車系統」，改為300－308號幹線公車上路行駛專用道，包含從台中火車站至靜宜大學沿線各站、海線、機場、清水、大甲、梧棲等路線。公車班次也從426班增至855班，同時啟用第二月台與「車間距調控系統」，並增加10公里內搭公車免費與站內增設USB手機充電站。優化公車專用道實施滿一年後，台中市交通局於2016年8月調查自評時間縮短，公車每日運量還增加約31%。

然就林佳龍廢除BRT之事，監察院調查報告指出，林所稱優化公車專用道可縮短旅行時間及增加旅運人次，不符政策方向，實有違健全整體中臺灣公共運輸系統及培養大臺中地區大眾運輸運量之目標，亦不符政府施政一致性、大眾運輸之長遠性及重大投資之經濟性等原則，有損市府形象，浪費公帑，核有違失。但市政府交通局長王義川指出，前市府錯誤政策浪費鉅額公帑、招致民怨，新市府改革「假BRT」後，不僅阻止後續300億元的浪費與癱瘓市區交通，並促成交通部核定興建捷運藍線系統，各項數據也證實BRT轉型為優化公車專用道的成功，而國民黨市議會黨團痛批市政府「惡意廢棄BRT」，主張議會組調查小組逐一檢視市府廢BRT的弊端。而之後BRT廠商請求履約爭議仲裁結果出爐，市政府在仲裁案上慘敗，共要給付予機電廠商1億8,378萬9,338元。

2018年9月12日捷運藍線計畫獲行政院正式核定。

### 台灣塔案
2014年12月8日，台灣塔規劃單位提送第四次期中報告，委託規劃設計費有8億4,200萬元，超過法定10%上限，概估工程發包預算約134.3億元，使得總工程經費高達150.8億元。後此案移送政風處追查，興建單位隨即表示鋼構「誤植」多出5,000多公噸，每噸鋼價也從15萬降至10萬，鋼價總預算主動降價總計24億2,019萬元，由於台灣塔早已違背議會做出「總經費不得逾80億元」決議，且使用過多鋼量形成不環保的大鋼構，因此暫停興建將以80億元為上限另找尋替代方案。
2015年臺中市都市發展局決定將臺中智慧營運中心作為臺灣塔的替代方案，設計案重新設計案招標。2015年2月26日，政風處調查後發現台灣塔的評選及招標違法、建造經費四度變更前後迥異、變更設計未控管預算、鋼構工程報價偏高、預算超出上限放任不理，決定將該弊案移送廉政署偵辦。專案管理公司中興工程表示，建築師在2014年12月8日提出的鋼構單價過高，報價與預算偏離很大，2014年12月22日已審退150億元預算案，並請建築師說明鋼構單價、數量是否合理。國民黨台中市議員李中不滿指出，台中市政府既然2014年12月22日已審退，都發局為何還拿12月8日150億元的「錯誤資料」給市長召開記者會，淪為「一塔變兩塔」栽贓前市府團隊
市府進一步說明指出，雖然台灣塔的建築師在2014年12月25日修正數字，以電子郵件通知市府，然而電子郵件並非正式文件，台中市政府無法據此審查。市府依據的是建築師2014年12月8日發出的正式公文。都市發展局表示，業者得知被退回，隨後又在很短時間內表示可調降預算，過程之快引發疑慮。關於台中市政府要求的正式文件，台灣塔的建築師指出，「台灣塔細部設計報告已經完成，預算符合80億元的要求，只是市府決定停建，（所以）報告送不出來」

### 總預算遭擱置
2015年12月25日，民主進步黨在台中市議會「朝小野大」的情況下，市府隔年度總預算1,771億餘元遭到全數擱置後散會，創下台中市政府年度結束前總預算無法在市議會完成二、三讀的紀錄。相較過去13年胡志強執政時總預算只刪除1億多元就可過關，林佳龍對此差別表示遺憾，並呼籲市議會儘速補救。此案直到2016年1月26日，由中國國民黨議長林士昌宣布三讀通過，總預算審查在刪除後為1,263億5,020萬元。

### 東亞青運被拔
2018年7月24日上午10點，东亚奥协理事会在北京召開臨時理事會，經過一番討論後，会议认为台湾民間正推動的「东京奥运正名公投」活动会让东亚青年运动会面临「政治风险」以及「政治干扰」，及被認為是「公然挑戰奧委會模式」，最後以舉手表決方式决定是否取消台中市東亞青運的主办权；中國奥委会、中國香港奥委会、中國澳門奥委会、蒙古奥委会、朝鲜奥委会、韩国奥委会以及東亞奧協理事會主席劉鵬（中國奥委会前主席）支持取消，代表台灣的中華臺北奥委会反對取消，日本奥委会認為「事關重大應延後再議」投下棄權票，最終以7票贊成、1票反對及1票棄權取消台中市的主辦權。台中市政府市長林佳龍等人於2018年7月30日召開國際記者會表示，以主辦城市首長兼任2019第一屆東亞青運籌委會主委身分提出四大理由正式向東亞奧協提出申復，並同步發函給東亞奧會九個會員國家地區代表，並痛批政治介入體育，在國際運動史上是最不光彩一頁。

### 市長任內爭議事件

#### 海水採礦案騙局
2018年3月，時任台中市長林佳龍宣布與德商哈利霍夫曼諮詢公司簽訂「海水採礦聯合開發投資案」合作備忘錄，將興建海水採礦場，但媒體追查後發現，簽約過程不到1個月，德方只來台考察1次，而且是位於偏鄉的「1人公司」，查無註冊資料。對此，林佳龍在深夜發文道歉並坦承疏失。

#### 減少老人補助
林佳龍宣布自2017年起台中市不補助所得稅率5％以下、65歲以上老人的健保費，引發爭議。

### 2018年台中市長選舉
民主進步黨在2017年11月29日的中執會中通過提名台中市長林佳龍等人參選2018年中華民國直轄市長及縣市長選舉。
國民黨台中市長參選人盧秀燕針對台中的空汙問題，主張要停止中電北送。她指出台中市交通問題嚴重、年年舉債、林佳龍執政「糟透了」。林佳龍陣營則回批台中火力發電廠早在國民黨執政時興建，盧秀燕委員自1999年起擔任立委卻到2015年才連署針對空汙議題的法案，且過去對空汙的發言都集中在2017年，是為了選舉才開始關心空氣汙染。事實上在市府嚴格審查中火許可證的展延申請，已明令削減24%生煤許可量，從數十年來2,100萬公噸的每年許可數量，降為1,600萬公噸。實際燒煤量，2014年前胡志強市長任內，全年生煤用量1,839萬公噸、2015年1,795萬公噸，2017年的1,772萬公噸。
此外林佳龍陣營指出，臺中市鐵路山手線計畫、臺中捷運藍線、臺中捷運綠線彰化延伸段都獲行政院前瞻基礎建設支持，台中市的公共運輸蒸蒸日上，然而盧委員擔任立委期間，卻在立法院反對包含台中軌道建設在內的前瞻基礎建設。關於負債，林佳龍陣營指出，台中市為新興城市，建設齊發，然而即便如此，舉債金額與前市長胡志強相當，且依舊保持六都會中，財政穩健度第二名。
選舉結果，林佳龍輸盧秀燕約21萬票，交出僅執政四年的台中市。

## 交通部部長

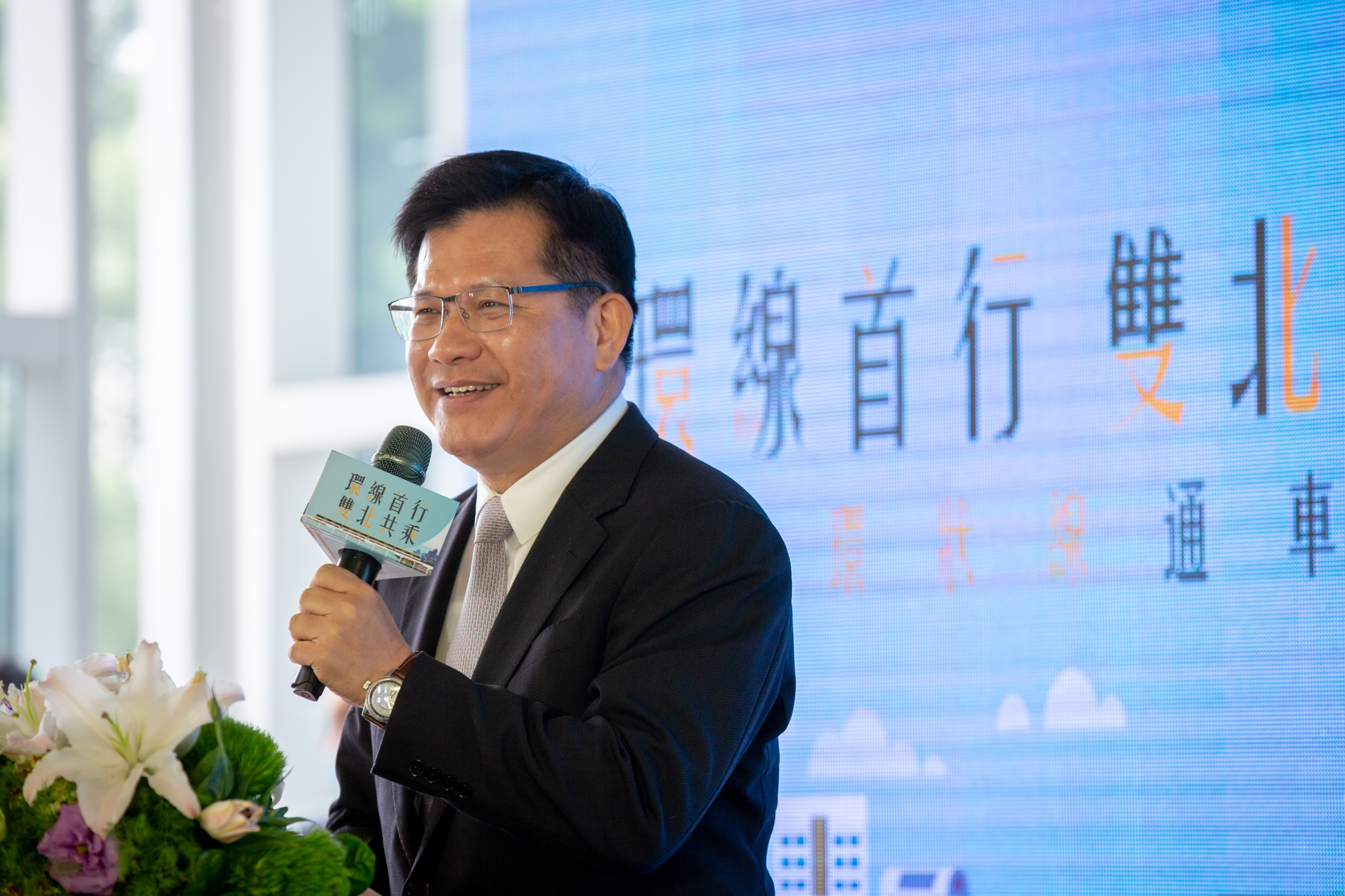
交通部部長任內（攝於2020年）

2019年1月11日，林佳龍接受行政院院長蘇貞昌邀請，出任交通部部長，並於1月14日隨蘇貞昌內閣正式上任。

### 北北基軌道路網整合
在立法委員賴品妤、蔡適應等人要求後，林佳龍於2020年10月13日首次邀請臺北市市長柯文哲、新北市市長侯友宜、基隆市市長林右昌共商北宜高鐵、基隆捷運、台北捷運民生汐止線等路廊競合事宜進行研商，會後取得基隆輕軌升級為中運量捷運、台北端地下延伸至南港車站、基隆端先至八堵火車站、民生汐止線與基隆捷運整合、高鐵延伸宜蘭的路線等5點共識。

### 高鐵延伸宜蘭屏東
林佳龍任內提出東部快鐵西部高鐵，串聯台灣成為6小時生活圈願景，其中規劃高鐵延伸宜蘭，於2020年12月底完成綜合規劃的期末報告初稿，並提報交通部審查。宜蘭未來鐵道發展將採三鐵共構，包括高鐵、宜花東快鐵、宜蘭鐵路高架化做整合規劃。為提高共構綜效，現正就宜蘭端設站位置做進一步分析。
2019年9月27日召開「高鐵延伸屏東新闢路線可行性研究報告」報院前第3次審查會議建議採「左營方案」為後續推動綜合規劃優先方案。行政院於2020年12月10日核定可行性評估，全案進入實質綜合規劃階段，並保留延伸到潮州的空間。

### 台中捷運綠線藍線
擔任台中市長任內，林佳龍爭取捷運藍線列入前瞻基礎建設計畫中，擴大中捷的服務。後來BRT影響了藍線的核定，便將其改為優化公車系統，作為繼續爭取藍線捷運的條件。接任交通部長後，加速核准中捷綠線營運及延伸、捷運藍線、機場捷運及大平霧捷運等路網計畫。
台中市政府於2020年8月7日辦理初勘，並報請交通部履勘。9月13日鏡週刊報導台中捷運綠線6車站可能有安全疑慮，履勘委員為此分別辦理現勘。10月25日履勘，台中市政府11月2日將「營運前須改善事項」函報交通部，經市府11月4日補正資料，交通部長林佳龍於11月6日核准台中市捷運綠線營運。

### 太魯閣號列車出軌事故
2021年4月2日，臺鐵408次太魯閣號發生重大出軌事故，不久林佳龍致電總統蔡英文表達請辭交通部長之意，4月15日獲行政院長蘇貞昌批准辭呈，並於同月20日生效。19日，任期最後一天搭乘搶修首班車經過完成的台鐵事故路段，象徵善後完成。20日正式交接印信，交通部長一職由時任次長的王國材接任，結束2年3個月任期。

### 拿下標案的美商理立與林佳龍關係密切
美商理立系統科技公司在2018年蔡政府推動的智慧交通工程中拿下三項標案，理立除了遲遲做不出實績外，媒體踢爆理立與林佳龍關係匪淺，另外理立也被發現捏造在美國參與自駕系統的成績拿下標案，原先理立宣稱以「美國佛羅里達州傑克遜維爾市自駕快捷系統」成功打入美國市場，還因此獲得經濟部工業局協辦的「2020系統整合輸出獎」，並公開接受王美花出席頒獎鼓勵廠商。但經媒體查證發現，美國傑克遜維爾交通管理局在當時根本未與理立簽約，甚至也未參與該專案。

## 無任所大使

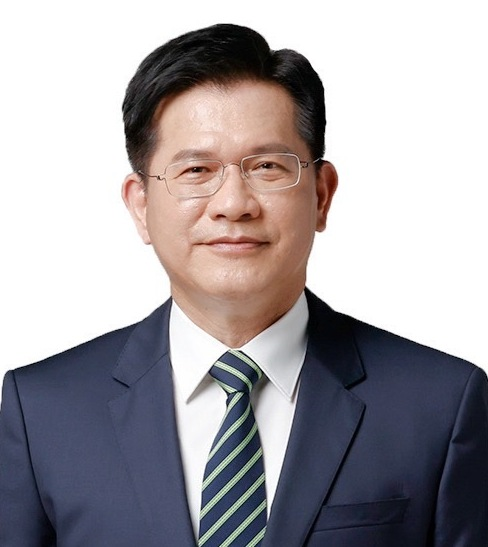
中華民國總統府官方肖像

2022年1月5日，林佳龍受蔡英文特聘為無任所大使，聘期至2024年5月19日。專責「數位新南向」。2023年1月31日，林佳龍接替李大維出任總統府秘書長。

### 有意爭取參選台北市長
2022年4月，林佳龍表態參選年底台北市市長選舉，並提出台北首都圈的12門課長文，針對國土規劃、交通路網、空間正義等12面向提出願景概念。

### 參選新北市長
2022年6月30日，再度表示不會參選新北市長。
7月，在總統蔡英文勸進下，林佳龍表示願意轉戰新北。
2022年7月10日，民進黨選舉對策委員會建議徵召林佳龍參選新北市長，並於同日召集全台民進黨籍縣市長召開聯合記者會。林佳龍表示接受徵召，代表民進黨參選2022年新北市市長。
2022年7月15日，在受訪時談論新北市的治理藍圖指出，新北市近年缺少宏觀規劃，要超越台北，成為國際性的都市。
2022年7月17日，在民進黨全代會上受訪時表示，若當選新北市長，就會公布恩恩案所有資料，新北市長侯友宜則表示，所有資料已送司法檢調單位釐清。
2022年8月1日，競選辦公室成立。4日，林佳龍約戰侯友宜辯論市政議題。16日，林佳龍簽署「做好做滿」聲明書，要求國民黨新北市長參選人侯友宜明確做出承諾。

## 外交部部長
2024年，在賴清德當選總統後，成為卓榮泰內閣的外交部部長。並於同年10月出訪友邦瓜地馬拉。

## 軼聞
2016年3月19日，2015年中華職棒總冠軍賽時，桃園市長鄭文燦曾與林佳龍打賭，只要桃猿隊贏得總冠軍，林佳龍就要穿上桃猿隊的服裝為Lamigo球隊加油，後來桃猿隊從4場比賽輸3場的劣勢中逆轉勝奪得總冠軍。林佳龍遂於19日開幕戰兌現約定穿上Lamigo桃猿球衣到桃園與鄭文燦一起看球。
根據財產申報資料，林佳龍申報1筆土地、5筆建物，皆位在台北市中山區；現金有36萬元，而存款有2億1867萬2844元、有價證券1億1853萬3810元；珠寶、古董、字畫及其他具有相當價值之財產共215萬4329元；保險則有5084萬5732元，以及1台駕駛超過5年的TOYOTA汽車。

## 個人生活
林佳龍1996年與廖婉如結婚。廖婉如為奇美集團創辦人許文龍外甥女、奇美實業前董事長廖錦祥之女。他信仰一貫道。

## 選舉紀錄
| 年度 | 選舉屆數               | 選舉區                 | 所屬政黨   | 得票數    | 得票率 | 當選標記 | 備註 |
| ---- | ---------------------- | ---------------------- | ---------- | --------- | ------ | -------- | ---- |
| 2005 | 任務型國民大會代表選舉 | 任務型國民大會代表選舉 | 民主進步黨 | 1,647,791 | 42.52% |          |      |
| 2005 | 第十五屆臺中市市長選舉 | 臺中市 (省轄市)        | 民主進步黨 | 175,592   | 39.00% |          |      |
| 2012 | 第八屆立法委員選舉     | 臺中市第六選舉區       | 民主進步黨 | 96,685    | 51.78% |          |      |
| 2014 | 第二屆臺中市市長選舉   | 臺中市                 | 民主進步黨 | 847,284   | 57.06% |          |      |
| 2018 | 第三屆臺中市市長選舉   | 臺中市                 | 民主進步黨 | 619,855   | 42.35% |          |      |
| 2022 | 第四屆新北市市長選舉   | 新北市                 | 民主進步黨 | 693,976   | 37.58% |          |      |

## 榮譽

### 中華民國勳章獎章
- 三等景星勳章（2008年5月14日於總統府頒授）[114]
- 一等景星勳章（2024年5月13日於總統府頒授）[115]

## 作品

### 學術論文
- 《Paths to Democracy: Taiwan in Comparative Perspectives》，Ph.D. dissertation（博士論文），Yale University（耶魯大學），1998。
- 《國民黨與民進黨的群眾基礎：台灣選民政黨支持的比較分析（1983-88）》，國立台灣大學政治學研究所碩士論文，1988。

### 研究報告
- 與朱雲漢/共同主持《民主化與憲政變遷：台灣經驗的國際比較第三期研究報告》，台北：行政院國家科學委員會，1999。
- 與朱雲漢/共同主持《民主化與憲政變遷：台灣經驗的國際比較第二期研究報告》，台北：行政院國家科學委員會，1998。

### 個人著作
- 《印太新秩序下的台灣之路：數位時代的產業最適棲息地理論與雙螺旋策略 （页面存档备份，存于）》，台北：釀出版，2022。
- 《兩個餌只釣一條魚(平裝版)：許文龍經典人生語錄》，台北：早安財經，2021。
- 《零與無限大(全新書衣版)許文龍360度人生哲學》，台北：早安財經，2021。
- 《城市裁縫師-改變臺中的15個關鍵決策》，台中：台中市政府，2018。
- 《兩個餌只釣一條魚：與許文龍邊釣邊聊》，台北：早安財經，2017。
- 《佳龍帶你遊台中》，台北：遠景出版社，2014。
- 《城市行動派》，台北：遠景出版社，2014。
- 《打破悶經濟：新區域主義的動力學》林佳龍等/著，台北：獨立作家，2013。
- 《城市夢想家：從「台中學」看後五都時代的城市願景》，台北：幸福綠光，2010。
- 《公投與民主：台灣與世界的對話》，台北：台灣智庫，2009。
- 《民主到底：公投民主在台灣》，台北：台灣智庫，2007。
- 《做對的事，把事做對》，台北：圓神，2005。
- 《未來中國：退化的極權主義》，台北：時報文化，2003。

### 參與編輯
- 《新政治經濟學:理論與政策的解析》，林佳龍、洪振義/編著，台北:釀出版，2022。
- 《挑戰2032 台灣關鍵下一步》，呂曜志/主編，林佳龍等/著，台北:台灣智庫，2021。
- 《奔海-台灣智庫20年》，石牧民、王聖芬/著，林佳龍/總策畫，台北:釀出版，2021。
- 《李登輝學X學李登輝:民主台灣的時代精神、歷史意識與政治領導》，董思齊/主編，林佳龍/總策畫;台北:釀出版，2021。
- 《アジア太平洋研究専門誌－問題と研究 10.11.19月号特集論文:アジア経済情勢 （页面存档备份，存于）》，新型コロナ(COVID-19)が台湾経済に 与える影響と経済政策の評価 ― 動学的産業連関モデルによるアプローチー，林佳龍 · 洪振義/編著，台北 : 国立政治大学国際関係研究センター，2020。
- 《佳龍帶你遊台中》，路寒袖/主編，林佳龍/策劃導讀；台北：遠景出版社，2014。
- 《以民為本的創造性財政》，與呂桔誠/主編，台北：遠景出版社，2014。
- 《零與無限大：許文龍幸福學》，許文龍/口述，林佳龍、廖錦桂/編著；台北：早安財經，2010。
- 《愛台中的100種方法（復刻版）》，黃優等100人/著；林佳龍/主編，台北：幸福綠光，2010。
- 《解開台灣主權密碼》，與李明峻、羅致政/主編，台北：台灣智庫，2008。
- 《Unlocking the Secret of Taiwan’s Sovereignty》，與Ming-juinn Li（李明峻）、Chih-cheng Lo（羅致政）/合著，Taipei（台北），Taiwan Thinktank（台灣智庫），2008。
- 《政治學：議題與爭辯》，與王業立、郭應哲/合著，台北：韋伯出版社，2007。
- 與莊國榮、吳志中、張錫模/合著《政府交接法制化之研究》，台北：行政院研究發展考核委員會，2002。
- 與林繼文、藍玉春、李明峻/合著《行政、立法關係與憲政民主：台灣經驗的國際比較」（「強化立法院結構與功能之研究」子計畫研究報告），台北：立法院，2002。
- 與鄭永年/合編《民族主義與兩岸關係：哈佛大學東西方學者的對話》，台北：新自然主義，2001。
- 《我國加入世界衛生組織策略之探討研究報告》，台北：行政院衛生署贊助，2000。
- 與邱澤奇/合編《兩岸黨國體制與民主發展》，台北：新自然主義，1999。
- 與胡佛等/合著《台灣選民的投票行為》，台北：中央選舉委員會，1990。

## 延伸閱讀
- 潘潘/著;《和林佳龍一起去旅行：那些走讀、療癒、愛戀山海的光合之旅 （页面存档备份，存于）》，台北：布克文化，2022。
- 陳建仲/著;《看見，林佳龍 （页面存档备份，存于）》，台北:釀出版，2022。
- 交通部/著;《交通彩繪家：林佳龍與人本交通的創新治理 （页面存档备份，存于）》，台北:交通部秘書室出版，2020、2021（增修二版）。
- 吳佳晉、馬機、李珮宇/著;《承擔：林佳龍的危機領導學 （页面存档备份，存于）》，台北:釀出版，2022。
- 人間魚詩社;《人間魚詩生活誌-台灣夢 （页面存档备份，存于）-專訪林佳龍生命政治的十封信》,台灣人間魚詩社文創協會，2022。
- 財團法人大肚山產業創新基金會/策劃編著;《科技特派員:林佳龍與十二位企業CEO的關鍵對話，前瞻臺灣產業新未來 （页面存档备份，存于）》，台中:財團法人大肚山產業創新基金會，2022。
- 馬機/著;《危機最前線:林佳龍如何帶領交通部跨越難關 （页面存档备份，存于）》，台北:釀出版，2020。
- 呂佳穎/著;《鏡頭外的林佳龍:從台中下雪的那晚談起》，台北:釀出版，2018。
- 文以崴/文字；陳建仲/攝影《鏡頭外的林佳龍》，台北：釀出版，2014。
- 郭正亮《滴水穿石：林佳龍的台中故事 （页面存档备份，存于）》，台北：遠流，2014。
- 文以崴/文字；陳建仲/攝影《熱情的起點：林佳龍影像側記》，台北：秀威資訊，2005。

## 外部連結
- 林佳龍的Facebook專頁
- 林佳龍的Instagram帳戶
- 林佳龍的Threads
- YouTube上的林佳龍頻道

| 中華民國政府職務                   | 中華民國政府職務                                        | 中華民國政府職務 |
| ---------------------------------- | ------------------------------------------------------- | ---------------- |
| 行政院                             |                                                         |                  |
| 前任： 吳釗燮                      | 外交部部長 第二十四任 2024年5月20日－                   | 現任             |
| 前任： 王國材（代理） 正任：吳宏謀 | 交通部部長 第二十七任 2019年1月14日－2021年4月19日      | 繼任： 王國材    |
| 前任： 黃輝珍                      | 新聞局局長 第二十一任 2004年5月20日－2005年3月13日      | 繼任： 姚文智    |
| 臺中市政府                         |                                                         |                  |
| 前任： 胡志強                      | 臺中市市長 第二屆 2014年12月25日－2018年12月25日        | 繼任： 盧秀燕    |
| 中華民國總統府                     |                                                         |                  |
| 前任： 李大維                      | 總統府秘書長 第三十八任 2023年1月31日－2024年5月20日    | 繼任： 潘孟安    |
| 政党职务                           |                                                         |                  |
| 民主進步黨                         |                                                         |                  |
| 前任： 李逸洋                      | 民主進步黨秘書長 第十一任 2006年1月25日－2007年10月15日 | 繼任： 卓榮泰    |